# Natural American Spirit
Natural American Spirit est une marque de cigarettes et de tabac lancée en 1982 à Santa Fe (Nouveau-Mexique) par la société Santa Fe Natural Tobacco Company. Elle est devenue une filiale de Reynolds American Inc. en 2002. Elle est connue pour son tabac sans additif. Un Indien d'Amérique est représenté sur ses paquets.
Natural American Spirit a une présence internationale forte dans la catégorie des cigarettes haut de gamme.

## Rachat des droits (hors USA) par JT
Japan Tobacco détient les droits pour la fabrication et la vente de la marque en dehors des États-Unis depuis septembre 2015.
Le groupe japonais JT a expliqué le rachat par son intérêt pour « le positionnement de marque » de Natural American Spirit « en tant qu’unique cigarette haut de gamme « sans additif » présente à travers le monde. »
.